# Break It Off
Break It Off este cel de-al patrulea disc single extras de pe albumul A Girl Like Me, al cântăreței de origine barbadiană Rihanna. Fiind o colaborare cu Sean Paul, piesa a câștigat notorietate în clasamentele din America de Nord și a devenit un hit minor în România. Rihanna a cântat această melodie pe data de 1 ianuarie 2007, în Times Square, din New York, în cadrul show-ului New Year's Rockin' Eve 2007. Cântăreața a declarat că este foarte mândră de această colaborare care conține ritmuri dancehall.
„Break It Off” este unul dintre puținele cântece care au atins o poziție în Billboard Top 10, fără a avea un videoclip. Un clip a fost așteptat pentru a avea premieră în luna decembrie 2006, dar casele de discuri au declarat la acea perioadă că nu va exista un videoclip.